# Troisième district congressionnel du Colorado
Le 3e district congressionnel du Colorado est un district de l'État américain du Colorado qui englobe la majeure partie du versant occidental rural du tiers ouest de l'État, avec une vrille au sud prenant certaines des parties sud des plaines orientales. Il comprend les villes de Grand Junction, Durango, Aspen, Glenwood Springs, Ignacio et Pueblo. Le district est actuellement représenté par le républicain Jeff Hurd.
Le district a été représenté de 1987 à 1993 par Ben Nighthorse Campbell avant de se présenter au Sénat et de passer du parti démocrate à républicain. L'ancien représentant du district, Scott R. Tipton, a perdu sa renomination en 2020 au profit de la plus conservatrice Boebert dans ce qui était considéré comme un bouleversement majeur. Boebert a remporté les élections générales du 3 novembre 2020 et a pris ses fonctions le 3 janvier 2021.
Le district est principalement rural et penche républicain (mais pas autant que le 4e district voisin). Cependant, les démocrates ont une base solide dans les comtés du corridor I-70 et de Pueblo, ainsi que dans des stations de ski libérales telles qu'Aspen, ce qui maintient le siège quelque peu compétitif.

## Histoire

### Années 1990
À la suite du recensement américain de 1990 et de la redistribution associée des districts du Colorado, le 3e district se composait d'Alamosa, Archuleta, Chaffee, Conejos, Costilla, Custer, Delta, Dolores, Eagle, Garfield, Grand, Gunnison, Hinsdale, Huerfano, Jackson, Lake, La Plata, Mesa, Mineral, Moffat, Montezuma, Montrose, Ouray, Park, Pitkin, Pueblo, Rio Blanco, Rio Grande, Routt, Saguache, San Juan, San Miguel et les comtés de Summit, ainsi que des portions des comtés de Douglas, Fremont et Jefferson.

### Années 2000
À la suite du recensement américain de 2000 et de la redistribution associée des districts du Colorado, le 3e district se composait des comtés d'Alamosa, d'Archuleta, de Conejos, Costilla, Custer, Delta, Dolores, Garfield, Gunnison, Hinsdale, Huerfano, Jackson, La Plata, Las Animas, Mesa, Mineral, Moffat, Montezuma, Montrose, Ouray, Pitkin, Pueblo, Rio Blanco, Rio Grande, Routt, Saguache, San Juan et San Miguel et la plupart du Comté d'Otero.

### Années 2010
À la suite du recensement américain de 2010 et de la redistribution associée des districts du Colorado, le 3e district n'a subi que très peu de changements et a continué à couvrir 27 des comtés précédents, à l'exclusion des comtés de Las Animas et d'Otero.

### Années 2020
À la suite du recensement américain de 2020 et du redécoupage des districts, le 3edistrict a perdu le comté de Jackson, le comté de Routt et la majeure partie du comté d'Eagle au profit du 2e district ainsi que les comtés de Custer et Lake au profit du 7e district. Il a par contre gagné les comtés de Las Animas et Otero du 4e district. Cette configuration de la circonscription est entrée en vigueur à partir des élections de 2022.

## Caractéristiques
Le district compte deux grands centres de population, à Grand Junction et à Pueblo. Les deux villes et les zones rurales environnantes offrent une arène de compétition pour les élections au Congrès. Grand Junction, sur le Western Slope, est un bastion républicain, tandis que Pueblo, une ville avec une importante population latino-américaine et (selon les normes du Colorado) une main-d'œuvre fortement syndiquée, fournit une base de soutien aux démocrates.
Le Denver Post décrit le district comme suit : « Le district est à tendance rouge et couvre près de la moitié de la masse terrestre du Colorado, y compris l'ouest et le sud du Colorado, ainsi que 29 des 64 comtés de l'État. Il est également diversifié, avec de riches stations de ski comme Aspen, des étendues géantes de terres agricoles et de terres publiques, et des villes de classe moyenne comme Grand Junction et Pueblo ».
— Alex Burness, Denver Post (3 novembre 2020)

## Géographie
| #   | Comté      | Siège            | Population |
| --- | ---------- | ---------------- | ---------- |
| 3   | Alamosa    | Alamosa          | 16 592     |
| 7   | Archuleta  | Pagosa Springs   | 14 003     |
| 21  | Conejos    | Conejos          | 7 579      |
| 23  | Costilla   | San Luis         | 3 603      |
| 29  | Delta      | Delta            | 31 602     |
| 33  | Dolores    | Dove Creek       | 2 455      |
| 37  | Eagle      | Eagle            | 55 285     |
| 45  | Garfield   | Glenwood Springs | 62 271     |
| 51  | Gunnison   | Gunnison         | 17 267     |
| 53  | Hinsdale   | Lake City        | 775        |
| 55  | Huerfano   | Walsenburg       | 7 082      |
| 67  | La Plata   | Durango          | 56 607     |
| 71  | Las Animas | Trinidad         | 14 327     |
| 77  | Mesa       | Grand Junction   | 158 636    |
| 79  | Mineral    | Creede           | 931        |
| 81  | Moffat     | Craig            | 13 177     |
| 83  | Montezuma  | Cortez           | 26 468     |
| 85  | Montrose   | Montrose         | 43 811     |
| 89  | Otero      | La Junta         | 18 303     |
| 91  | Ouray      | Ouray            | 5 100      |
| 97  | Pitkin     | Aspen            | 16 876     |
| 101 | Pueblo     | Pueblo           | 169 544    |
| 103 | Rio Blanco | Meeker           | 6 569      |
| 105 | Rio Grande | Del Norte        | 11 325     |
| 109 | Saguache   | Saguache         | 6 623      |
| 111 | San Juan   | Silverton        | 803        |
| 113 | San Miguel | Telluride        | 8 003      |

### Villes de 10 000 personnes ou plus
- Pueblo – 111 876
- Grand Junction – 65 560
- Pueblo West – 33 086
- Clifton – 20 413
- Montrose – 20 291
- Durango – 19 071
- Fruita – 13 395
- Rifle – 10 437

### Villes de 2 500 à 10 000 personnes
- Glenwood Springs – 9 963
- Alamosa – 9 806
- Redlands – 9 061
- Craig – 9 060
- Delta – 9 035
- Cortez – 8 766
- Trinidad – 8 329
- Fruitvale – 8 271
- Gypsum – 8 040
- La Junta – 7 322
- Aspen – 7 004
- Orchard Mesa – 6 688
- Gunnison – 6 560
- Carbondale – 6 434
- Battlement Mesa – 5 438
- New Castle – 4 923
- Monte Vista – 4 247
- El Jebel – 4 130
- Basalt – 3 984
- Rocky Ford – 3 876
- Silt – 3 536
- Orchard City – 3 142
- Snowmass Village – 3 096
- Walsenburg – 3 049
- Bayfield – 2 838
- Telluride – 2 607
- Palisade – 2 565

## Historique de vote
| Années | Poste      | Résultats                      |
| ------ | ---------- | ------------------------------ |
| 2000   | Président  | Bush 54,0 % - 39,0 %           |
| 2004   | Président  | Bush 55,0 % - 44,0 %           |
| 2008   | Président  | McCain 50,0 % - 47,0 %         |
| 2012   | Président  | Romney 52,0 % - 46,0 %         |
| 2016   | Président  | Clinton 69,0 % – 23,0 %        |
| 2016   | Sénat      | Glenn 50,0 % - 44,0 %          |
| 2018   | Gouverneur | Stapleton (en) 52,0 % - 48,0 % |
| 2020   | Président  | Trump 52,0 % - 46,0 %          |
| 2020   | Sénat      | Gardner 53,0 % - 40,0%         |
| 2022   | Gouverneur | Polis 49,5 % - 47,3 %          |
| 2022   | Sénat      | O'Dea 48,9 % - 47,8 %          |

## Liste des Représentants du district
| Membre                         | Parti       | Années                             | Congrès     | Histoire électorale |
| ------------------------------ | ----------- | ---------------------------------- | ----------- | --- |
| District établi le 4 mars 1915 |             |                                    |             | |
| Edward Keating (en)            | Démocrate   | 4 mars 1915 - 3 mars 1919          | 64e , 65e   | Redécoupage depuis le district at-large et réélu en 1914. Réélu en 1916. perd sa réélection.                               |
| Guy Urban Hardy (en)           | Républicain | 4 mars 1919 - 3 mars 1933          | 66e - 72e   | Élu en 1918. Réélu en 1920. Réélu en 1922. Réélu en 1924. Réélu en 1926. Réélu en 1928. Réélu en 1930. perd sa réélection. |
| John Andrew Martin (en)        | Démocrate   | 4 mars 1933 - 23 décembre 1939     | 73e - 76e   | Élu en 1932. Réélu en 1934. Réélu en 1936. Réélu en 1938. Décès.                                                           |
| Vacant                         | Vacant      | 23 décembre 1939 - 5 novembre 1940 | 76e         | |
| William Evans Burney (en)      | Démocrate   | 5 novembre 1940 - 3 janvier 1941   | 76e         | Élu pour terminer le mandat de Martin. Retrait.                                                                            |
| J. Edgar Chenoweth (en)        | Républicain | 3 janvier 1941 - 3 janvier 1949    | 77e - 80e   | Élu en 1940. Réélu en 1942. Réélu en 1944. Réélu en 1946. perd sa réélection.                                              |
| John Henry Marsalis (en)       | Démocrate   | 3 janvier 1949 - 3 janvier 1951    | 81e         | Élu en 1948. perd sa réélection.                                                                                           |
| J. Edgar Chenoweth (en)        | Républicain | 3 janvier 1951 - 3 janvier 1965    | 82e - 88e   | Élu en 1950. Réélu en 1952. Réélu en 1954. Réélu en 1956. Réélu en 1958. Réélu en 1960. Réélu en 1962. perd sa réélection. |
| Frank Evans (en)               | Démocrate   | 3 janvier 1965 - 3 janvier 1979    | 89e - 95e   | Élu en 1964. Réélu en 1966. Réélu en 1968. Réélu en 1970. Réélu en 1972. Réélu en 1974. Réélu en 1976. Retrait.            |
| Ray Kogovsek (en)              | Démocrate   | 3 janvier 1979 - 3 janvier 1985    | 96e - 98e   | Élu en 1978. Réélu en 1980. Réélu en 1982. Retrait.                                                                        |
| Mike Strang (en)               | Républicain | 3 janvier 1985 - 3 janvier 1987    | 99e         | Élu en 1984. perd sa réélection.                                                                                           |
| Ben Nighthorse Campbell        | Démocrate   | 3 janvier 1987 - 3 janvier 1993    | 100e - 102e | Élu en 1986. Réélu en 1988. Réélu en 1990. Retrait pour se présenter comme Sénateur des États-Unis.                        |
| Scott McInnis (en)             | Républicain | 3 janvier 1993 - 3 janvier 2005    | 103e - 108e | Élu en 1992. Réélu en 1994. Réélu en 1996. Réélu en 1998. Réélu en 2000. Réélu en 2002. Retrait.                           |
| John Salazar                   | Démocrate   | 3 janvier 2005 - 3 janvier 2011    | 109e - 111e | Élu en 2004. Réélu en 2006. Réélu en 2008. perd sa réélection.                                                             |
| Scott Tipton                   | Républicain | 3 janvier 2011 - 3 janvier 2021    | 112e - 116e | Élu en 2010. Réélu en 2012. Réélu en 2014. Réélu en 2016. Réélu en 2018. Perd sa renomination.                             |
| Lauren Boebert                 | Républicain | 3 janvier 2021 - 3 janvier 2025    | 117e - 118e | Élue en 2020. Réélue en 2022. A déménagée pour se présenter dans le 4e district.                                           |
| Jeff Hurd                      | Républicain | 3 janvier 2025 - en cours          | 119e        | Élu en 2024. |

## Résultats des récentes élections
Voici les résultats des dix précédents cycles électoraux dans le district.

## Frontières historiques du district

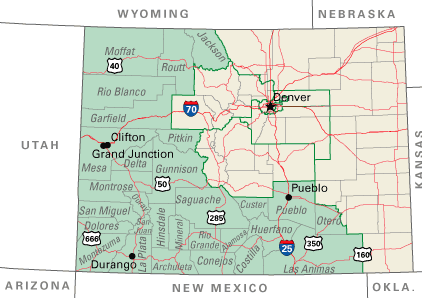
2003 - 2013

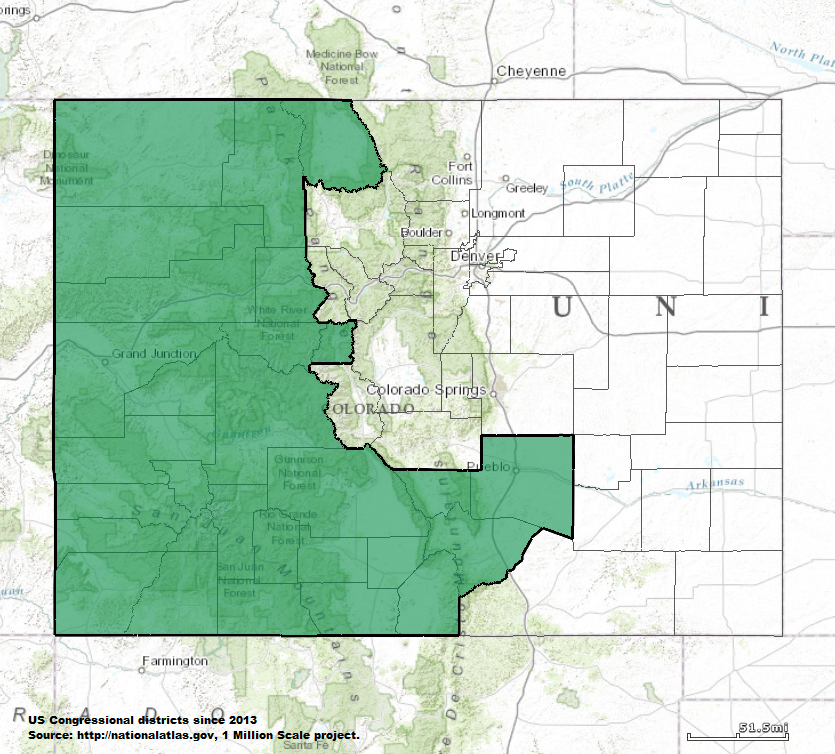
2013 - 2023

### 2004
| Élection de 2004 du 3e district congressionnel du Colorado | Élection de 2004 du 3e district congressionnel du Colorado | Élection de 2004 du 3e district congressionnel du Colorado | Élection de 2004 du 3e district congressionnel du Colorado | Élection de 2004 du 3e district congressionnel du Colorado |
| ---------------------------------------------------------- | ---------------------------------------------------------- | ---------------------------------------------------------- | ---------------------------------------------------------- | ---------------------------------------------------------- |
| Parti                                                      | Parti                                                      | Candidat                                                   | Votes                                                      | %                                                          |
|                                                            | Démocrate                                                  | John Salazar                                               | 153 500                                                    | 51,0                                                       |
|                                                            | Républicain                                                | Greg Walcher                                               | 141 376                                                    | 47,0                                                       |
|                                                            | Indépendant                                                | Jim Krug                                                   | 8 770                                                      | 2,0                                                        |
| Total des votes                                            | Total des votes                                            | Total des votes                                            | 303 646                                                    | 100 %                                                      |
|                                                            | Les Démocrates prennent aux Républicains                   |                                                            |                                                            |                                                            |

### 2006
| Élection de 2006 du 3e district congressionnel du Colorado | Élection de 2006 du 3e district congressionnel du Colorado | Élection de 2006 du 3e district congressionnel du Colorado | Élection de 2006 du 3e district congressionnel du Colorado | Élection de 2006 du 3e district congressionnel du Colorado |
| ---------------------------------------------------------- | ---------------------------------------------------------- | ---------------------------------------------------------- | ---------------------------------------------------------- | ---------------------------------------------------------- |
| Parti                                                      | Parti                                                      | Candidat                                                   | Votes                                                      | %                                                          |
|                                                            | Démocrate                                                  | John Salazar (sortant)                                     | 146 488                                                    | 62,0                                                       |
|                                                            | Républicain                                                | Scott Tipton                                               | 86 930                                                     | 37,0                                                       |
|                                                            | Libertarien                                                | Bert L. Sargent                                            | 4 417                                                      | 1,0                                                        |
|                                                            | Vert                                                       | Bruce E. Lohmiller (write-in)                              | 23                                                         | 0,0                                                        |
| Total des votes                                            | Total des votes                                            | Total des votes                                            | 237 858                                                    | 100 %                                                      |
|                                                            | Les Démocrates conservent                                  |                                                            |                                                            |                                                            |

### 2008
| Élection de 2008 du 3e district congressionnel du Colorado | Élection de 2008 du 3e district congressionnel du Colorado | Élection de 2008 du 3e district congressionnel du Colorado | Élection de 2008 du 3e district congressionnel du Colorado | Élection de 2008 du 3e district congressionnel du Colorado |
| ---------------------------------------------------------- | ---------------------------------------------------------- | ---------------------------------------------------------- | ---------------------------------------------------------- | ---------------------------------------------------------- |
| Parti                                                      | Parti                                                      | Candidat                                                   | Votes                                                      | %                                                          |
|                                                            | Démocrate                                                  | John Salazar (sortant)                                     | 203 457                                                    | 62,0                                                       |
|                                                            | Républicain                                                | Wayne Wolf                                                 | 126 762                                                    | 38,0                                                       |
| Total des votes                                            | Total des votes                                            | Total des votes                                            | 330 219                                                    | 100 %                                                      |
|                                                            | Les Démocrates conservent                                  |                                                            |                                                            |                                                            |

### 2010
| Élection de 2010 du 3e district congressionnel du Colorado | Élection de 2010 du 3e district congressionnel du Colorado | Élection de 2010 du 3e district congressionnel du Colorado | Élection de 2010 du 3e district congressionnel du Colorado | Élection de 2010 du 3e district congressionnel du Colorado |
| ---------------------------------------------------------- | ---------------------------------------------------------- | ---------------------------------------------------------- | ---------------------------------------------------------- | ---------------------------------------------------------- |
| Parti                                                      | Parti                                                      | Candidat                                                   | Votes                                                      | %                                                          |
|                                                            | Républicain                                                | Scott Tipton                                               | 129 257                                                    | 50,0                                                       |
|                                                            | Démocrate                                                  | John Salazar (sortant)                                     | 118 048                                                    | 46,0                                                       |
|                                                            | Libertarien                                                | Gregory Gilman                                             | 5 678                                                      | 2,0                                                        |
|                                                            | Indépendant                                                | Jake Segrest                                               | 4 982                                                      | 2,0                                                        |
|                                                            | Write-in                                                   | John W. Hargis Sr.                                         | 23                                                         | 0,0                                                        |
|                                                            | Write-in                                                   | Jim Fritz                                                  | 11                                                         | 0,0                                                        |
| Total des votes                                            | Total des votes                                            | Total des votes                                            | 257 999                                                    | 100 %                                                      |
|                                                            | Les Républicains prennent aux Démocrates                   |                                                            |                                                            |                                                            |

### 2012
| Élection de 2012 du 3e district congressionnel du Colorado | Élection de 2012 du 3e district congressionnel du Colorado | Élection de 2012 du 3e district congressionnel du Colorado | Élection de 2012 du 3e district congressionnel du Colorado | Élection de 2012 du 3e district congressionnel du Colorado |
| ---------------------------------------------------------- | ---------------------------------------------------------- | ---------------------------------------------------------- | ---------------------------------------------------------- | ---------------------------------------------------------- |
| Parti                                                      | Parti                                                      | Candidat                                                   | Votes                                                      | %                                                          |
|                                                            | Républicain                                                | Scott Tipton (sortant)                                     | 185 291                                                    | 53,0                                                       |
|                                                            | Démocrate                                                  | Sal Pace                                                   | 142 619                                                    | 41,0                                                       |
|                                                            | Indépendant                                                | Tisha Casida                                               | 11 125                                                     | 4,0                                                        |
|                                                            | Libertarien                                                | Gregory Gilman                                             | 4 982                                                      | 2,0                                                        |
| Total des votes                                            | Total des votes                                            | Total des votes                                            | 347 247                                                    | 100 %                                                      |
|                                                            | Les Républicains conservent                                |                                                            |                                                            |                                                            |

### 2014
| Élection de 2014 du 3e district congressionnel du Colorado | Élection de 2014 du 3e district congressionnel du Colorado | Élection de 2014 du 3e district congressionnel du Colorado | Élection de 2014 du 3e district congressionnel du Colorado | Élection de 2014 du 3e district congressionnel du Colorado |
| ---------------------------------------------------------- | ---------------------------------------------------------- | ---------------------------------------------------------- | ---------------------------------------------------------- | ---------------------------------------------------------- |
| Parti                                                      | Parti                                                      | Candidat                                                   | Votes                                                      | %                                                          |
|                                                            | Républicain                                                | Scott Tipton (sortant)                                     | 163 011                                                    | 58,0                                                       |
|                                                            | Démocrate                                                  | Abel Tapia                                                 | 100 364                                                    | 36,0                                                       |
|                                                            | Indépendant                                                | Tisha Casida                                               | 11 294                                                     | 4,0                                                        |
|                                                            | Libertarien                                                | Travis Mero                                                | 6 472                                                      | 2,0                                                        |
| Total des votes                                            | Total des votes                                            | Total des votes                                            | 281 143                                                    | 100 %                                                      |
|                                                            | Les Républicains conservent                                |                                                            |                                                            |                                                            |

### 2016
| Élection de 2016 du 3e district congressionnel du Colorado | Élection de 2016 du 3e district congressionnel du Colorado | Élection de 2016 du 3e district congressionnel du Colorado | Élection de 2016 du 3e district congressionnel du Colorado | Élection de 2016 du 3e district congressionnel du Colorado |
| ---------------------------------------------------------- | ---------------------------------------------------------- | ---------------------------------------------------------- | ---------------------------------------------------------- | ---------------------------------------------------------- |
| Parti                                                      | Parti                                                      | Candidat                                                   | Votes                                                      | %                                                          |
|                                                            | Républicain                                                | Scott Tipton (sortant)                                     | 204 220                                                    | 54,60                                                      |
|                                                            | Démocrate                                                  | Gail Schwartz                                              | 150 914                                                    | 40,35                                                      |
|                                                            | Libertarien                                                | Gaylon Kent                                                | 18 903                                                     | 5,05                                                       |
| Total des votes                                            | Total des votes                                            | Total des votes                                            | 374 037                                                    | 100 %                                                      |
|                                                            | Les Républicains conservent                                |                                                            |                                                            |                                                            |

### 2018
| Élection de 2018 du 3e district congressionnel du Colorado | Élection de 2018 du 3e district congressionnel du Colorado | Élection de 2018 du 3e district congressionnel du Colorado | Élection de 2018 du 3e district congressionnel du Colorado | Élection de 2018 du 3e district congressionnel du Colorado |
| ---------------------------------------------------------- | ---------------------------------------------------------- | ---------------------------------------------------------- | ---------------------------------------------------------- | ---------------------------------------------------------- |
| Parti                                                      | Parti                                                      | Candidat                                                   | Votes                                                      | %                                                          |
|                                                            | Républicain                                                | Scott Tipton (sortant)                                     | 173 205                                                    | 51,52                                                      |
|                                                            | Démocrate                                                  | Diane Mitsch Bush                                          | 146 426                                                    | 43,55                                                      |
|                                                            | Indépendant                                                | Mary Malarsie                                              | 10 831                                                     | 3,22                                                       |
|                                                            | Libertarien                                                | Gaylon Kent                                                | 5 727                                                      | 1,71                                                       |
| Total des votes                                            | Total des votes                                            | Total des votes                                            | 336 189                                                    | 100 %                                                      |
|                                                            | Les Républicains conservent                                |                                                            |                                                            |                                                            |

### 2020
| Élection de 2020 du 3e district congressionnel du Colorado | Élection de 2020 du 3e district congressionnel du Colorado | Élection de 2020 du 3e district congressionnel du Colorado | Élection de 2020 du 3e district congressionnel du Colorado | Élection de 2020 du 3e district congressionnel du Colorado |
| ---------------------------------------------------------- | ---------------------------------------------------------- | ---------------------------------------------------------- | ---------------------------------------------------------- | ---------------------------------------------------------- |
| Parti                                                      | Parti                                                      | Candidat                                                   | Votes                                                      | %                                                          |
|                                                            | Républicain                                                | Lauren Boebert                                             | 215 279                                                    | 51,27                                                      |
|                                                            | Démocrate                                                  | Diane Mitsch Bush                                          | 190 695                                                    | 45,41                                                      |
|                                                            | Indépendant                                                | John Keil                                                  | 9 841                                                      | 2,34                                                       |
|                                                            | Unity (en)                                                 | Critter Milton                                             | 4 104                                                      | 0,98                                                       |
| Total des votes                                            | Total des votes                                            | Total des votes                                            | 419 919                                                    | 100 %                                                      |
|                                                            | Les Républicains conservent                                |                                                            |                                                            |                                                            |

### 2022
| Primaire démocrate de 2022 du 3e district congressionnel du Colorado | Primaire démocrate de 2022 du 3e district congressionnel du Colorado | Primaire démocrate de 2022 du 3e district congressionnel du Colorado | Primaire démocrate de 2022 du 3e district congressionnel du Colorado | Primaire démocrate de 2022 du 3e district congressionnel du Colorado |
| -------------------------------------------------------------------- | -------------------------------------------------------------------- | -------------------------------------------------------------------- | -------------------------------------------------------------------- | -------------------------------------------------------------------- |
| Parti                                                                | Parti                                                                | Candidat                                                             | Votes                                                                | %                                                                    |
|                                                                      | Démocrate                                                            | Adam Frish                                                           | 25 751                                                               | 42,4                                                                 |
|                                                                      | Démocrate                                                            | Sol Sandoval                                                         | 25 462                                                               | 41,9                                                                 |
|                                                                      | Démocrate                                                            | Alex Walker                                                          | 9 504                                                                | 15,7                                                                 |

| Primaire républicaine de 2022 du 3e district congressionnel du Colorado | Primaire républicaine de 2022 du 3e district congressionnel du Colorado | Primaire républicaine de 2022 du 3e district congressionnel du Colorado | Primaire républicaine de 2022 du 3e district congressionnel du Colorado | Primaire républicaine de 2022 du 3e district congressionnel du Colorado |
| ----------------------------------------------------------------------- | ----------------------------------------------------------------------- | ----------------------------------------------------------------------- | ----------------------------------------------------------------------- | ----------------------------------------------------------------------- |
| Parti                                                                   | Parti                                                                   | Candidat                                                                | Votes                                                                   | %                                                                       |
|                                                                         | Républicain                                                             | Lauren Boebert                                                          | 86 322                                                                  | 66,0                                                                    |
|                                                                         | Républicain                                                             | Don Coram                                                               | 44 486                                                                  | 34.0                                                                    |

| Élection de 2022 du 3e district congressionnel du Colorado | Élection de 2022 du 3e district congressionnel du Colorado | Élection de 2022 du 3e district congressionnel du Colorado | Élection de 2022 du 3e district congressionnel du Colorado | Élection de 2022 du 3e district congressionnel du Colorado |
| ---------------------------------------------------------- | ---------------------------------------------------------- | ---------------------------------------------------------- | ---------------------------------------------------------- | ---------------------------------------------------------- |
| Parti                                                      | Parti                                                      | Candidat                                                   | Votes                                                      | %                                                          |
|                                                            | Républicain                                                | Lauren Boebert (sortante)                                  | 163 839                                                    | 50,1                                                       |
|                                                            | Démocrate                                                  | Adam Frish                                                 | 163 293                                                    | 49,9                                                       |
|                                                            | Indépendant                                                | Marina Zimmerman                                           | 74                                                         | 0,0                                                        |
|                                                            | Indépendant                                                | Kristin Skowronski                                         | 71                                                         | 0,0                                                        |
|                                                            | Indépendant                                                | Richard Tetu                                               | 8                                                          | 0,0                                                        |
| Total des votes                                            | Total des votes                                            | Total des votes                                            | 327 285                                                    | 100 %                                                      |
|                                                            | Les Républicains conservent                                |                                                            |                                                            |                                                            |

### 2024
| Primaire républicaine de 2024 du 3e district congressionnel du Colorado | Primaire républicaine de 2024 du 3e district congressionnel du Colorado | Primaire républicaine de 2024 du 3e district congressionnel du Colorado | Primaire républicaine de 2024 du 3e district congressionnel du Colorado | Primaire républicaine de 2024 du 3e district congressionnel du Colorado |
| ----------------------------------------------------------------------- | ----------------------------------------------------------------------- | ----------------------------------------------------------------------- | ----------------------------------------------------------------------- | ----------------------------------------------------------------------- |
| Parti                                                                   | Parti                                                                   | Candidat                                                                | Votes                                                                   | %                                                                       |
|                                                                         | Républicain                                                             | Jeff Hurd                                                               | 36 505                                                                  | 41,2                                                                    |
|                                                                         | Républicain                                                             | Ron Hanks                                                               | 25 211                                                                  | 28,5                                                                    |
|                                                                         | Républicain                                                             | Stephen Varela                                                          | 8 638                                                                   | 9,8                                                                     |
|                                                                         | Républicain                                                             | Lew Webb                                                                | 7 094                                                                   | 8,0                                                                     |
|                                                                         | Républicain                                                             | Curtis McCrackin                                                        | 5 772                                                                   | 6,5                                                                     |
|                                                                         | Républicain                                                             | Russ Andrew                                                             | 5 304                                                                   | 6,0                                                                     |

| Primaire démocrate de 2024 du 3e district congressionnel du Colorado | Primaire démocrate de 2024 du 3e district congressionnel du Colorado | Primaire démocrate de 2024 du 3e district congressionnel du Colorado | Primaire démocrate de 2024 du 3e district congressionnel du Colorado | Primaire démocrate de 2024 du 3e district congressionnel du Colorado |
| -------------------------------------------------------------------- | -------------------------------------------------------------------- | -------------------------------------------------------------------- | -------------------------------------------------------------------- | -------------------------------------------------------------------- |
| Parti                                                                | Parti                                                                | Candidat                                                             | Votes                                                                | %                                                                    |
|                                                                      | Démocrate                                                            | Adam Frish                                                           | 51 719                                                               | 100 %                                                                |

| Élection de 2024 du 3e district congressionnel du Colorado | Élection de 2024 du 3e district congressionnel du Colorado | Élection de 2024 du 3e district congressionnel du Colorado | Élection de 2024 du 3e district congressionnel du Colorado | Élection de 2024 du 3e district congressionnel du Colorado |
| ---------------------------------------------------------- | ---------------------------------------------------------- | ---------------------------------------------------------- | ---------------------------------------------------------- | ---------------------------------------------------------- |
| Parti                                                      | Parti                                                      | Candidat                                                   | Votes                                                      | %                                                          |
|                                                            | Républicain                                                | Jeff Hurd                                                  | 201 951                                                    | 50,8                                                       |
|                                                            | Démocrate                                                  | Adam Frish                                                 | 182 147                                                    | 45,8                                                       |
|                                                            | Libertarien                                                | James Wiley                                                | 10 734                                                     | 2,7                                                        |
|                                                            | Unity (en)                                                 | Adam Withrow                                               | 2721                                                       | 0,7                                                        |
| Total des votes                                            | Total des votes                                            | Total des votes                                            | 397 553                                                    | 100 %                                                      |
|                                                            | Les Républicains conservent                                |                                                            |                                                            |                                                            |